# Quand même !
Groupe sculpté d'Antonin Mercié
Quand même ! est un groupe sculpté par Antonin Mercié et présenté au Salon de 1882 à Paris. Le modèle originel, en bronze (Thièbaut fondeur), se trouve sur la place d'Armes à Belfort et un second exemplaire, en marbre, a pris place au jardin des Tuileries puis, actuellement, au sein de la forteresse du Mont-Valérien, dans le département des Hauts-de-Seine.

## Description
Destiné à rendre hommage à la résistance de la ville de Belfort lors de la guerre franco-prussienne de 1870, le groupe met en scène deux personnages, un soldat blessé et une femme en costume alsacien qui personnalisent la ville de Belfort, la République et la France. Alors que le soldat blessé va succomber, la femme lui prend son fusil Chassepot et portant son regard volontaire vers l'horizon semble défier l'ennemi.
Le titre du monument reprend la devise de la Ligue des patriotes en 1880 : « Car, malgré tout, il faut quand même résister... ». Sur le socle figure l'inscription « Aux défenseurs de Belfort » et dans un médaillon les profils de Denfert-Rochereau, qui défendit vaillamment la ville en 1870 et d'Adolphe Thiers, qui négocia après l'armistice le maintien du territoire de Belfort dans le territoire français. Ces éléments n'apparaissent pas sur la version en marbre du jardin des Tuileries. Quand même est aussi la devise que se choisira Sarah Bernhardt.
Le groupe parisien est installé en 1894. Il est alors couramment appelé par les Parisiens : « L'Alsacienne des Tuileries ». Déplacé puis remisé, il trouve sa place actuelle, en 1981, dans la forteresse du Mont-Valérien.
Très peu antérieur au travail de Mercié, le groupe La Défense de Paris de Louis-Ernest Barrias poursuivait les mêmes buts commémoratifs, une ressemblance évidente se remarque entre les deux statues. Pour son groupe, Barrias se serait lui-même inspiré du monument d'Amédée Doublemard, La Défense de la barrière de Clichy ou monument au Maréchal Moncey de la place de Clichy à Paris.

## Histoire

### Le monument de Belfort
En 1878, le conseil municipal de Belfort projette la réalisation « sur une place de la ville d’un monument destiné à perpétuer le souvenir de la conservation de Belfort à la France et la mémoire des grands citoyens, Adolphe Thiers et Denfert-Rochereau, auxquels elle est due ». Le reliquat des fonds obtenus par souscription pour l'érection du Lion d'Auguste Bartholdi permettront de financer le projet. Bartholdi tente sans succès de s'opposer à ce détournement, il intente plusieurs procès qu'il perd. Le concours lancé, c'est Antonin Mercié qui est choisi. Son groupe, un modèle en plâtre, est exposé au Salon de peinture et de sculpture de 1882 à Paris (n°4650) et remporte un grand succès.
Mais à Belfort, le groupe est critiqué, la femme personnifiant Belfort portant un costume alsacien et non belfortain, alors qu'un nouvel épisode judiciaire retarde l'installation du groupe d'une hauteur de 3,20 m qui a été fondu en bronze. Finalement, il est érigé en 1883 et inauguré le 31 août 1884 sur la place de l'Hôtel-de-Ville. En 1905, le monument est déplacé à son emplacement actuel, sur la place d'Armes. En 2013, suivant un projet global de rénovation de la place d'Armes  par le maire Étienne Butzbach, la statue est décalée de quelques mètres et réinstallée sur un socle réduit car estimée « trop haute et pas visible », non sans susciter quelques critiques.

### Le monument à Paris

#### Au jardin des Tuileries
À la suite du Salon de 1882, l'État commande à Mercié une réalisation en marbre d'une hauteur de 3,60 m pour 40 000 francs . En 1889, sa sculpture est exposée lors de l'Exposition universelle (n°2023) puis le groupe est installé en 1894 dans le jardin des Tuileries, non loin de l'arc de triomphe du Carrousel.

#### Déplacements du monument
Déplacé en 1933 pour être installé place Bergson, dans le square Laborde, aujourd'hui square Marcel-Pagnol (8e arrondissement de Paris), il est démonté à la fin des années 1960 et on perd sa trace. Il est retrouvé dans un dépôt du Service d'architecture de la ville de Paris au bois de Boulogne, en 1978. En 1981, il est attribué au musée du Louvre et installé au fort du Mont-Valérien. Enfin en 1986, il est affecté aux collections du musée d'Orsay (INV:RF 977) mais reste positionné au mont Valérien.

### Éditions réduites
Le modèle en plâtre du Salon est donné par l'auteur au musée des Augustins à Toulouse, ville natale du sculpteur.
Comme toutes les sculptures produites sous la IIIe République et ayant remporté un certain succès critique et populaire, de nombreuses reproductions en modèles réduits sont vendues par les fondeurs ayant obtenu un droit de tirage, dans ce cas le fondeur Barbedienne. On retrouve donc de nombreux exemplaires de Quand même ! dans des collections privées et publiques :
- musée des Beaux-Arts de Valenciennes, réduction 1,27 m
- musée d'Histoire de Belfort, réduction 1,07 m
- musée des Augustins, Toulouse
- musée Pasteur, Paris, hauteur commerciale 0,65 m
- musée Unterlinden, Colmar
- musée national des Beaux-Arts, Rio de Janeiro

Le modèle d'Antonin Mercié est aussi repris pour graver des médailles et plaquettes pour la Ligue des Patriotes dès 1882.

## Galerie

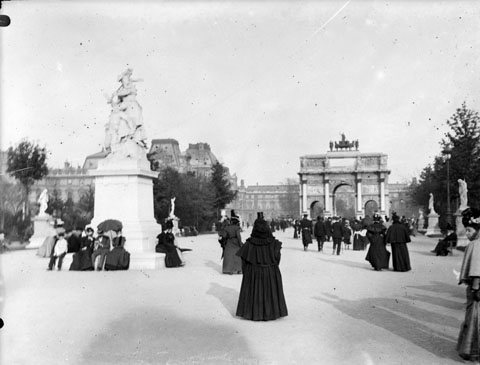
Le groupe en marbre installé au jardin des Tuileries en 1894, enlevé en 1933.
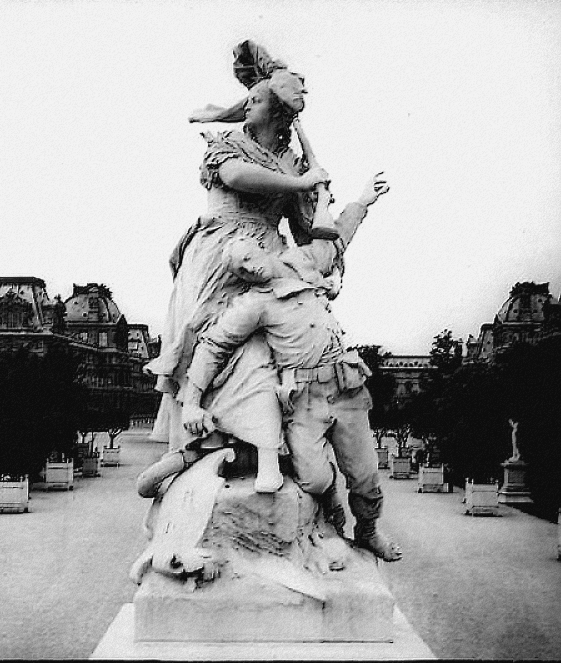
Quand même ! aux Tuileries, plan rapproché (photographie inversée).
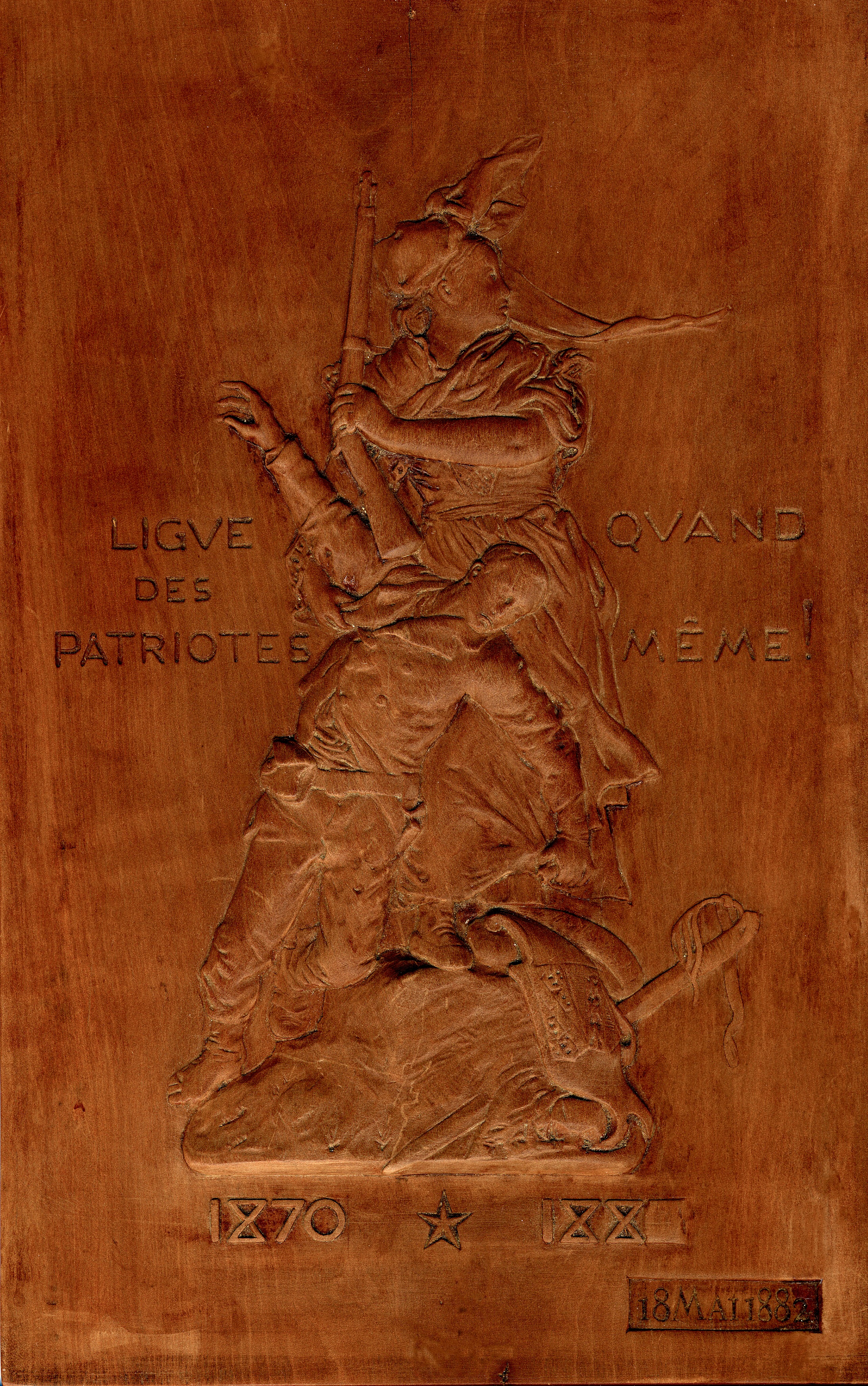
Un modèle de plaquette en bois (collection particulière).
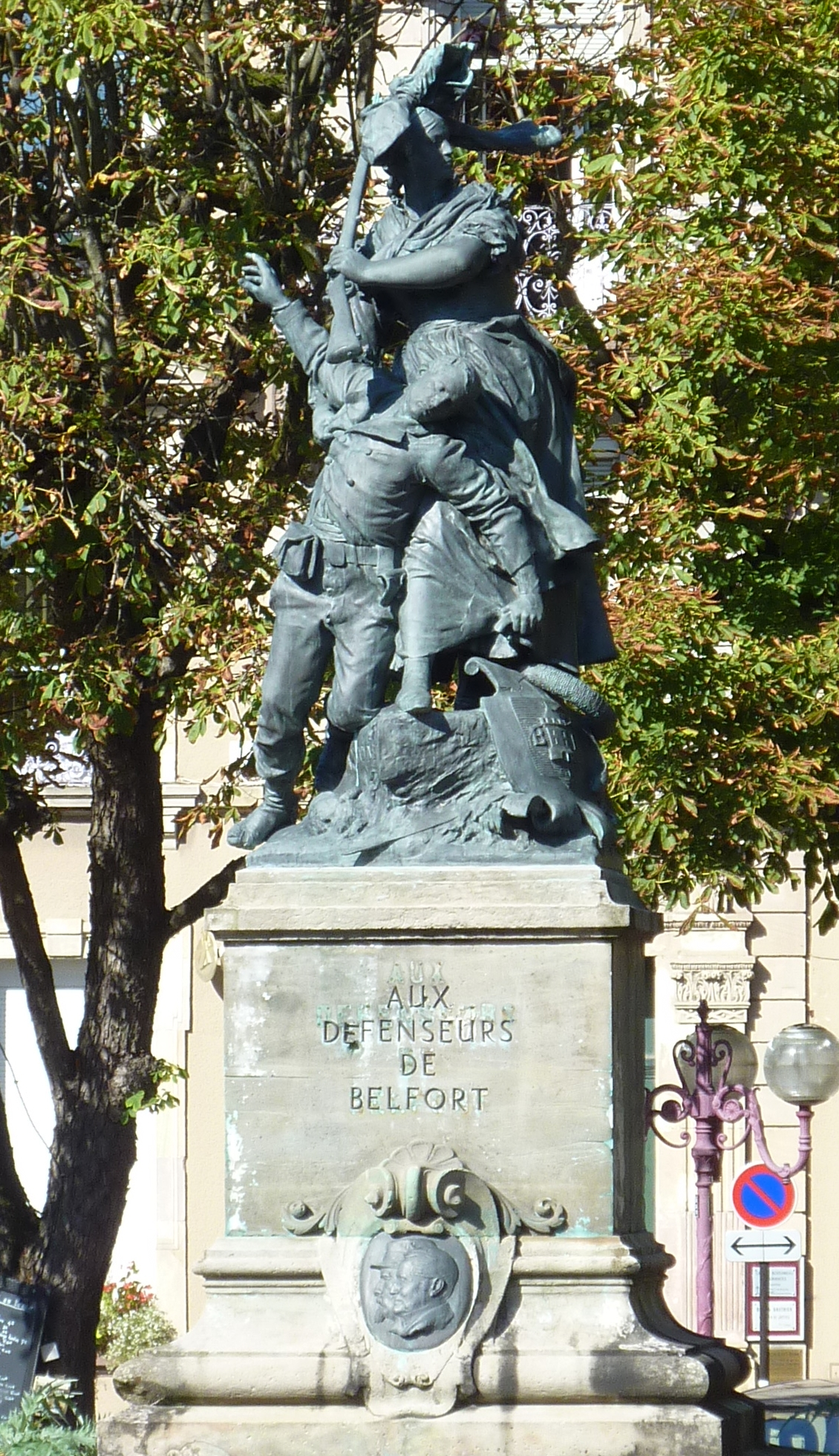
Quand même! à Belfort en 1884 (photo avant 2013).